# Choerolophodontidae
I cherolofodontidi (Choerolophodontidae), o gonfoteri con i denti da maiale, sono un gruppo di proboscidati estinti, affini ai gonfoteriidi. Vissero tra il Miocene inferiore e il Miocene superiore (circa 16 - 6 milioni di anni fa) e i loro resti fossili sono stati ritrovati in Europa, Asia, Africa e Nordamerica.

## Descrizione
Questi animali erano dotati di zanne superiori solitamente ricurve verso l'alto e di zanne inferiori molto corte o addirittura assenti. Alcune forme possedevano un'insolita mandibola a forma di calzascarpe (Gnathabelodon) e tutti quanti erano caratterizzati da molari dalla struttura peculiare, che richiamava quella dei molari dei suidi (da qui il nome Choerolophodon, che significa "dente dalle creste da maiale"), con numerosi tubercoli accessori.

## Classificazione
La famiglia Choerolophodontidae venne inizialmente descritta come una sottofamiglia di proboscidati gonfoteriidi (Choerolophodontinae) nel 1976 da Gaziry, per accogliere il bizzarro gonfoteriide Choerolophodon. Successivamente, dopo la descrizione di un genere africano (Afrochoerodon) forse ancestrale al genere tipo, grazie ad analisi cladistiche la sottofamiglia venne elevata a rango di famiglia (Choerolophodontidae) e considerata solo affine ai veri gonfoteriidi (Mothé et al., 2016). A questa famiglia, più di recente, è stato attribuito anche il bizzarro genere nordamericano Gnathabelodon (Li et al., 2019).